# Santa Eulalia del Río Negro
Santa Eulalia del Río Negro, es una localidad española del municipio de Rionegro del Puente, en la comarca de La Carballeda de la provincia de Zamora.
Santa Eulalia destaca por la calidad del medio natural de su entorno, con la existencia de cotos de caza y pesca, las zonas de baño como «la peñota» y las dos áreas recreativas, una de ellas en el monte de San Mamés, próxima a la ermita del mismo nombre y situada en un bello robledal salpicado de fuentes cristalinas.

## Localización
El municipio se encuentra situado en la comarca de La Carballeda. El casco urbano se ubica junto a la orilla del río Negro, con sus edificios dispuestos de forma escalonada en una suave cuesta. Su caserío conserva aún la presencia de edificaciones construidas conforme al modelo de arquitectura tradicional de esta comarca zamorana, en clara armonía con otras edificaciones mucho más nuevas y modernas.

## Historia
En la Edad Media, Santa Eulalia quedó integrado en el Reino de León, cuyos monarcas acometieron la repoblación del oeste zamorano, habiendo pertenecido la localidad a la Orden de Santiago.
Posteriormente, durante la Edad Moderna, Santa Eulalia,, estuvo integrado en el partido de Mombuey de la provincia de Zamora, tal y como reflejaba en 1773 Tomás López en Mapa de la Provincia de Zamora.
Así, al reestructurarse las provincias y crearse las actuales en 1833, la localidad se mantuvo en la provincia zamorana, dentro de la Región Leonesa, integrándose en 1834 en el partido judicial de Puebla de Sanabria.
En torno a 1850, Santa Eulalia, se integró en el municipio de Rionegro del Puente, cambiando posteriormente su denominación por la actual de Santa Eulalia del Río Negro.

## Patrimonio
Conserva tres edificios religiosos, conocidos como ermita de San Roque,  ermita de San Mamés e iglesia parroquial de Santa Eulalia.
La ermita de San Roque presenta una planta rectangular, a la que se ha agregado un portal a la entrada. No posee campanario, motivo por el que su pequeña campana se encuentra colgada de una viga interna. La imagen de su patrón, San Roque, protector frente a la peste, se encuentra situada en el  altar. Sobre esta imagen se cuenta la leyenda de que algunos vecinos de Mombuey intentaron llevársela, aunque tuvieron que abandonarla antes de salir de término de Santa Eulalia por ser incapaces de soportar su peso.
Por su parte, la ermita de San Mamés se encuentra alejada del casco urbano, solitaria en medio de un monte de robles. El edificio en sí presenta las huellas de las obras a las que se ha visto sometido a lo largo de los siglos. La cabecera es algo más alta, seguida de una nave con dos puertas, una meridional y otra a poniente, ambas protegidas por soportales. Su interior se encuentra limpio y desnudo. Su retablo fue sustituido por un pedestal donde se coloca la imagen moderna del santo titular en escayola,  San Mamés. La ermita es el centro de la romería que se celebra a primeros de agosto. En el entorno que rodea la ermita se encuentra una zona de sombra, en la que se ha situado un merendero con una decena de mesas y una fuente de sonoro caño. Esta zona perteneció al antiguo despoblado de Palazuelo, población que existió a media distancia entre Santa Eulalia y Valleluengo, cuya población se diezmó por causa de la peste hace siglos.
La iglesia parroquial de Santa Eulalia es la de mayor porte. Se encuentra situada en la parte más baja del caserío, a las afueras de su extremo septentrional. Su origen puede ser románico, como su portada, pero presenta diversas obras de mejora y ampliación, a las que se ha visto sometida a lo largo de los siglos. Cuenta con la típica espadaña de remate angular, en la que dos ventanales sostienen las campanas. Su interior es amplio y luminoso, en el que destaca un retablo barroco con la imagen de la santa titular, Santa Eulalia, y dos retablos situados en las esquinas con el Santo Cristo y la Virgen de la Piedad.

## Fiestas y Galería Fotográfica
Su fiesta patronal se celebra el 10 de diciembre, festividad de Santa Eulalia, con su tradicional procesión.
También se celebra San Mamés el 7 de agosto. Esta fecha es la más señalada del calendario festivo de esta localidad, al congregar a sus vecinos y a los habitantes de los pueblos limítrofes de Valleluengo, Rionegro del Puente y Peque en la «ermita de San Mames». Este día, después de la misa, numerosos vecinos se quedan a comer en el robledal de la zona y por la noche hay una actuación de grupos musicales.

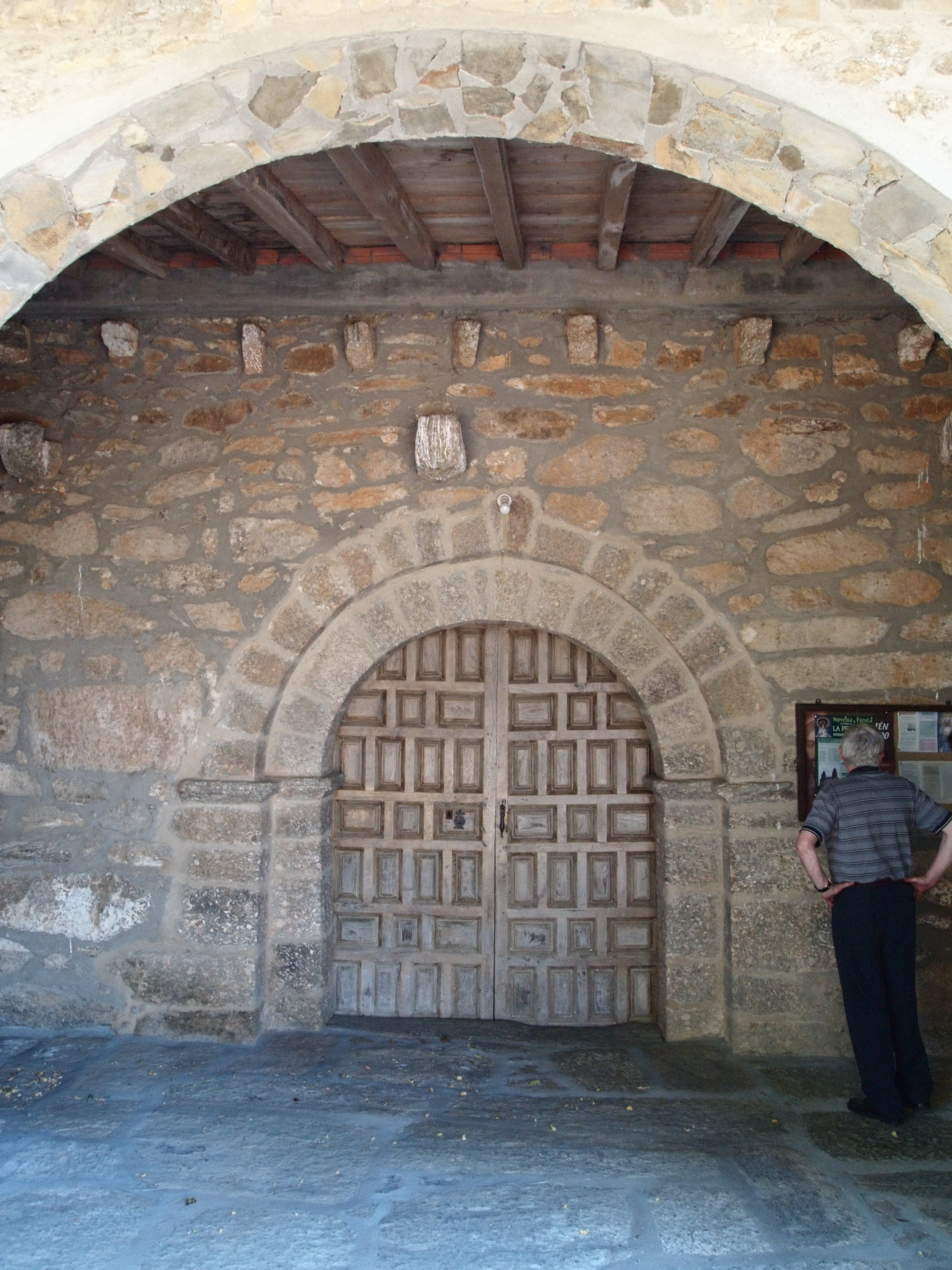
Portada de la iglesia
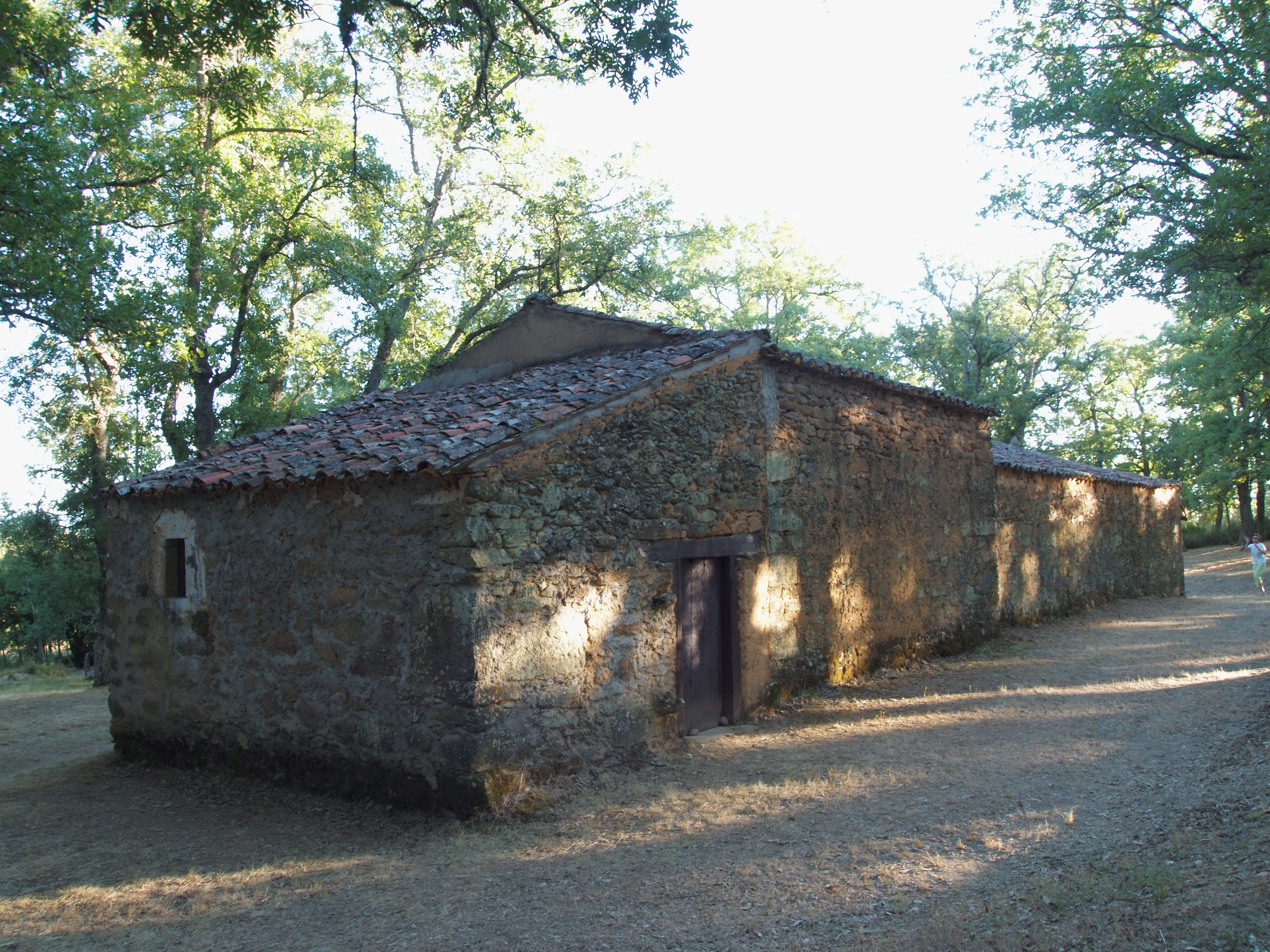
Ermita de San Mamés
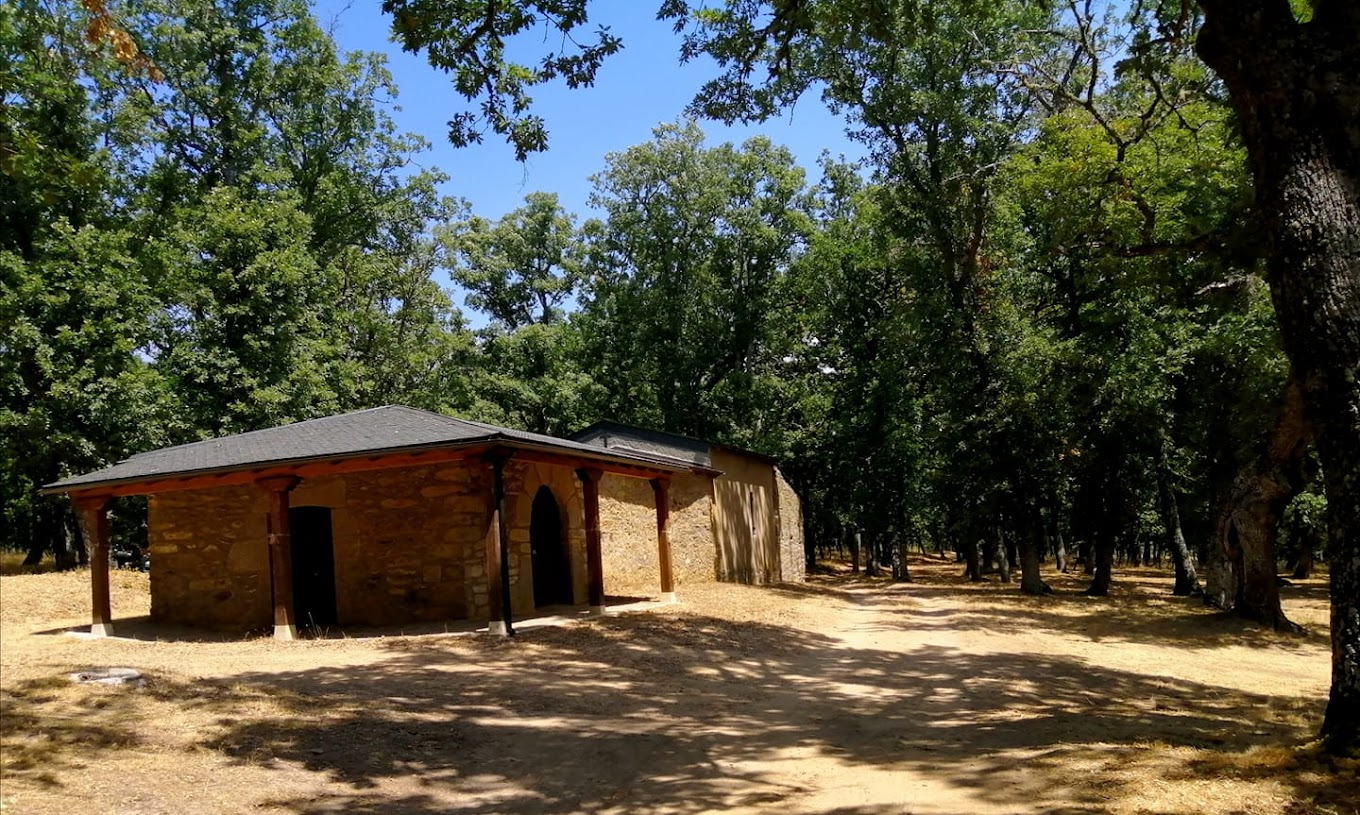
Ermita de San Mamés agosto 2020
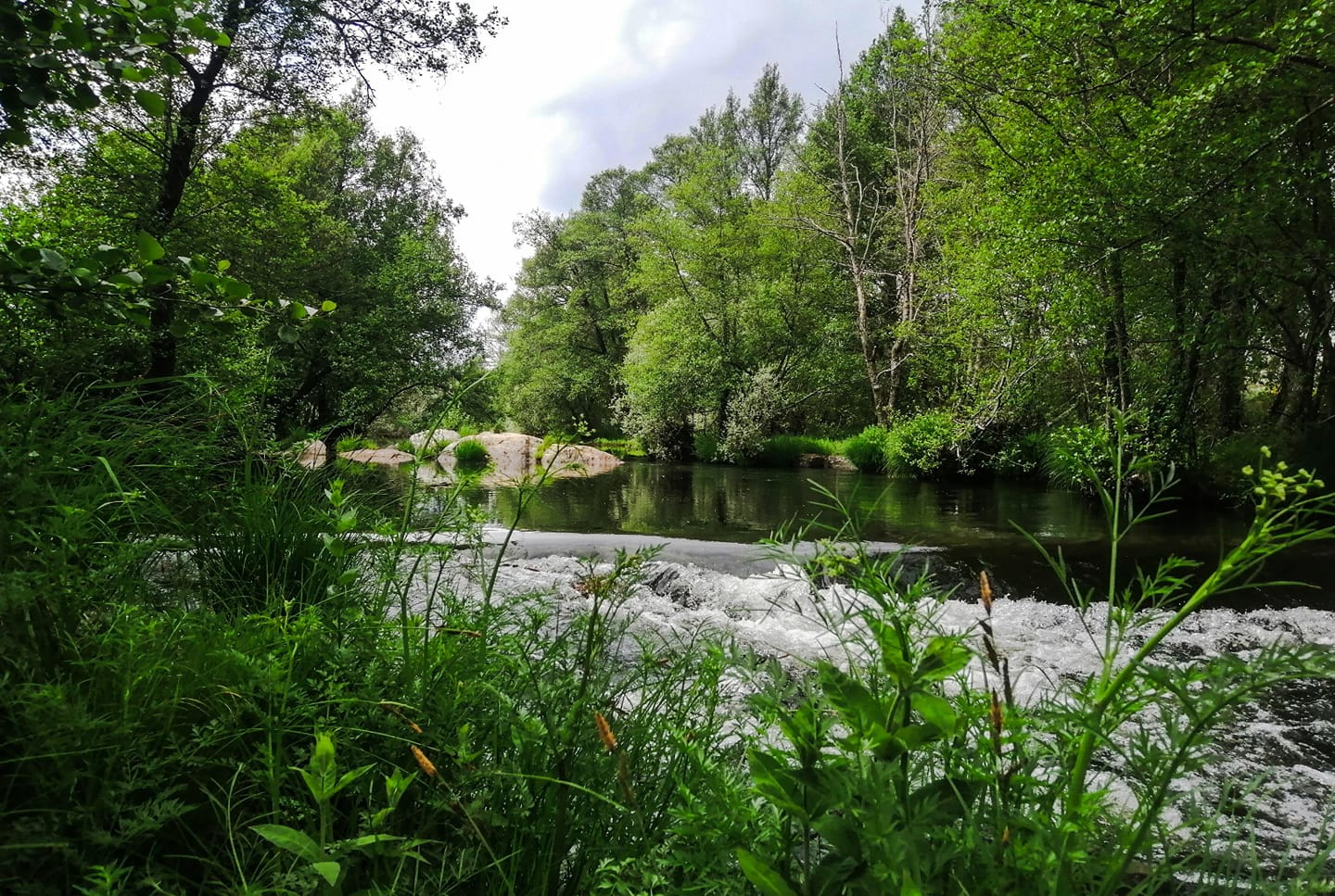
La Peñota. Zona de tradicional de baño situada en La Fragua, en el Río Negro. Junio 2021
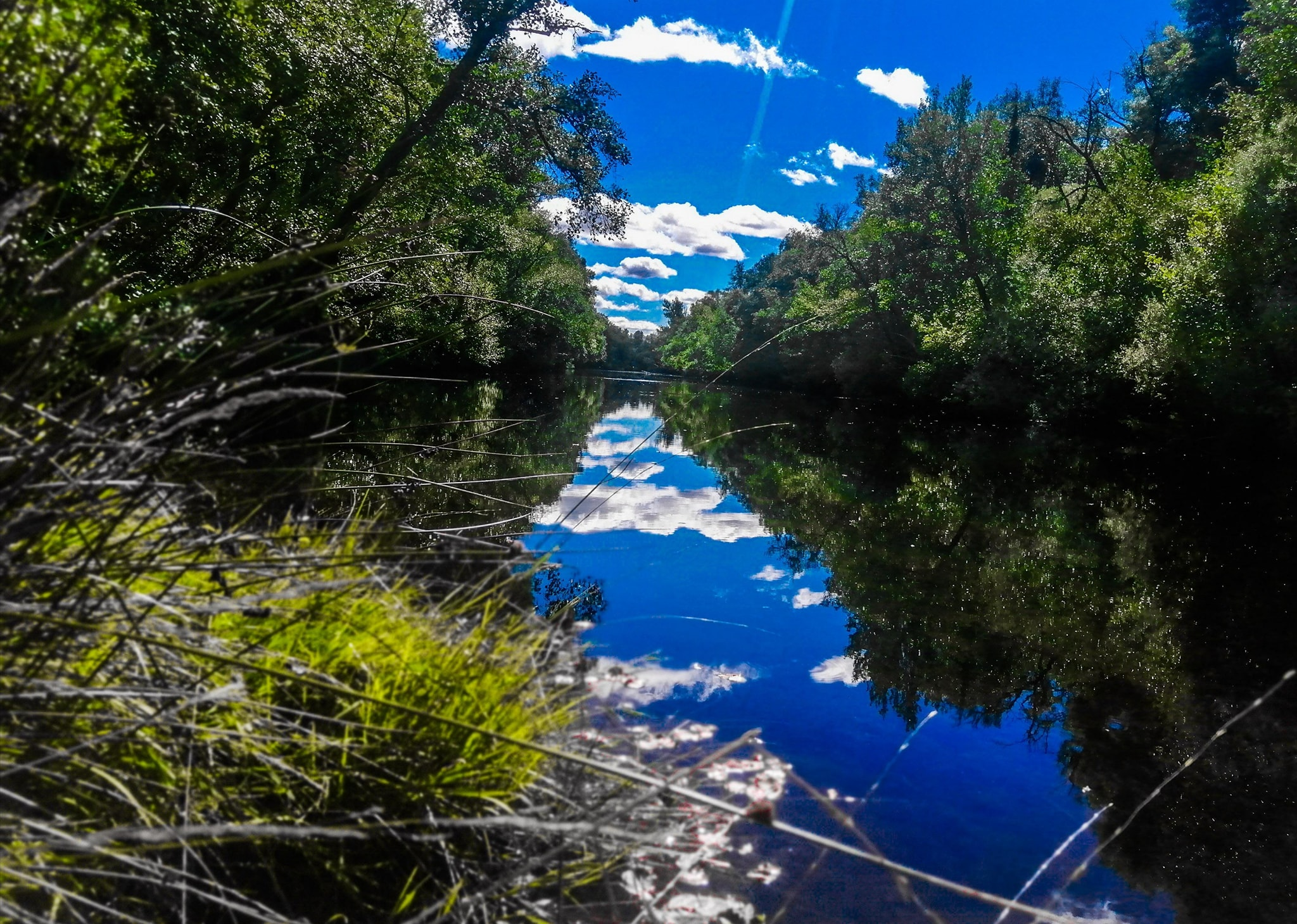
La Cembota. Zona del Río Negro, septiembre 2021.

## Personajes ilustres
Diego de Losada, conquistador y fundador de Caracas y del puerto de Caraballeda, nació en Santa Eulalia del Río Negro. Este dato es mantenido por los vecinos del pueblo en contraposición a los historiadores, que le consideran de Rionegro del Puente.